# 沙连纳清真寺
沙连纳清真寺（意为“多彩的清真寺”）是一座位于北马其顿泰托沃佩納河畔的清真寺，始建于1438年，后在1833年由阿卜杜拉赫曼帕夏（Abdurrahman Pasha）重建。2017年3月14日，该宗教建筑群经北马其顿政府公告为具有独特重要性的特别重要文化遗产 （页面存档备份，存于）。

## 历史
沙连纳清真寺始建于1438年，设计师为伊沙克貝伊。当时大多数清真寺都由苏丹、贝伊或帕夏出资建造，但是该清真寺却是由当地的一对姐妹出资。与其他清真寺类似，其也在河流附近建造了土耳其浴场。
1833年，一位艺术爱好者阿卜杜拉赫曼帕夏重建了该清真寺。1991年，当地一个伊斯兰社区在清真寺周围建造了一圈经典奥斯曼风格的围墙。
2010年，外饰壁画得以翻新，此外，美国国务院提供了94,700欧元的赠款，于2011年重建了围墙。

## 建筑
与其他清真寺传统的奥斯曼瓷砖装饰不同，沙连纳清真寺饰以了明亮的花卉画作。据记载其使用了30,000多枚鸡蛋来准备油漆和釉料。该清真寺的另一处不同则是没有外部圆顶，因为其风格为早期的君士坦丁堡奥斯曼建筑风格。

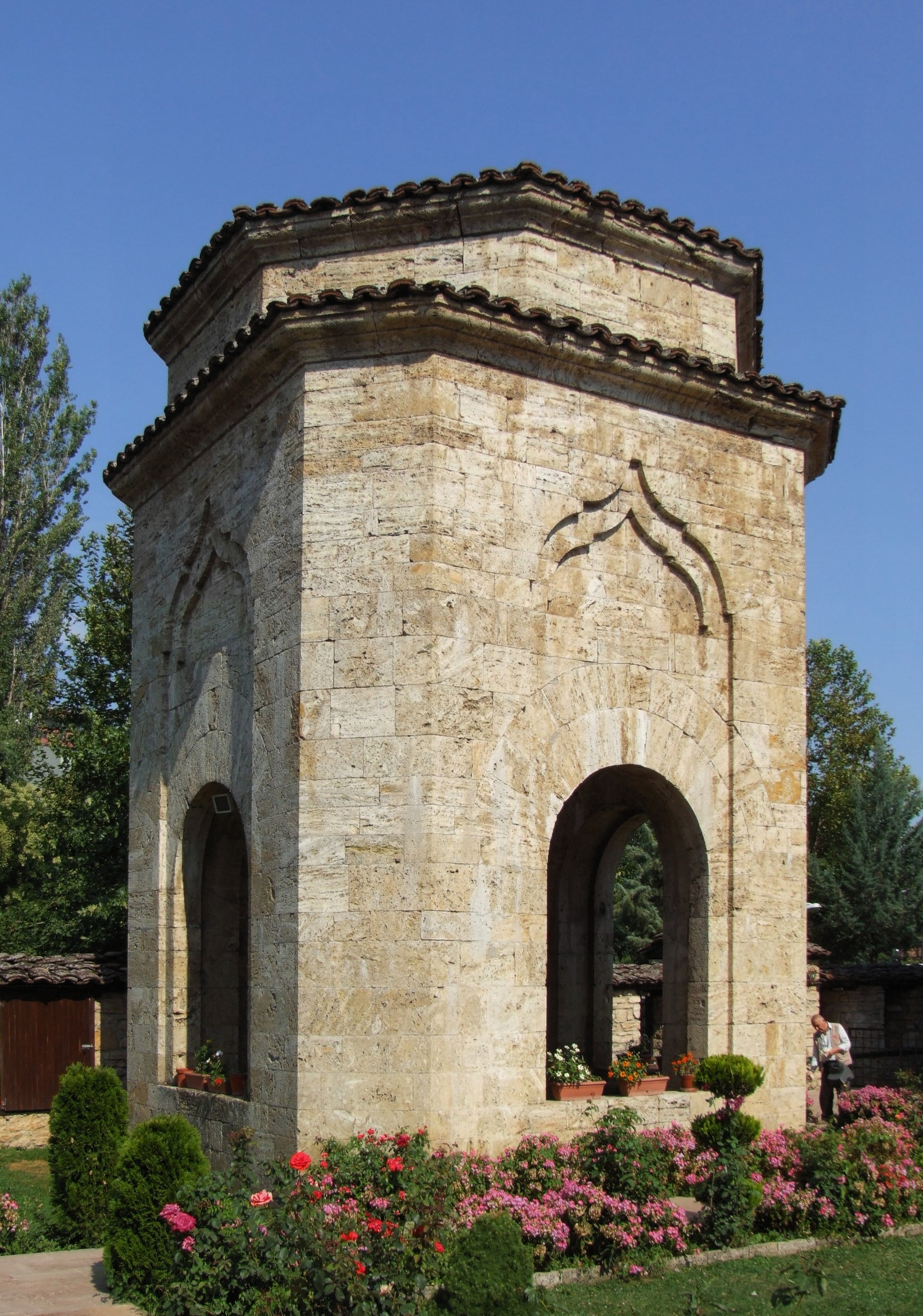
坟墓
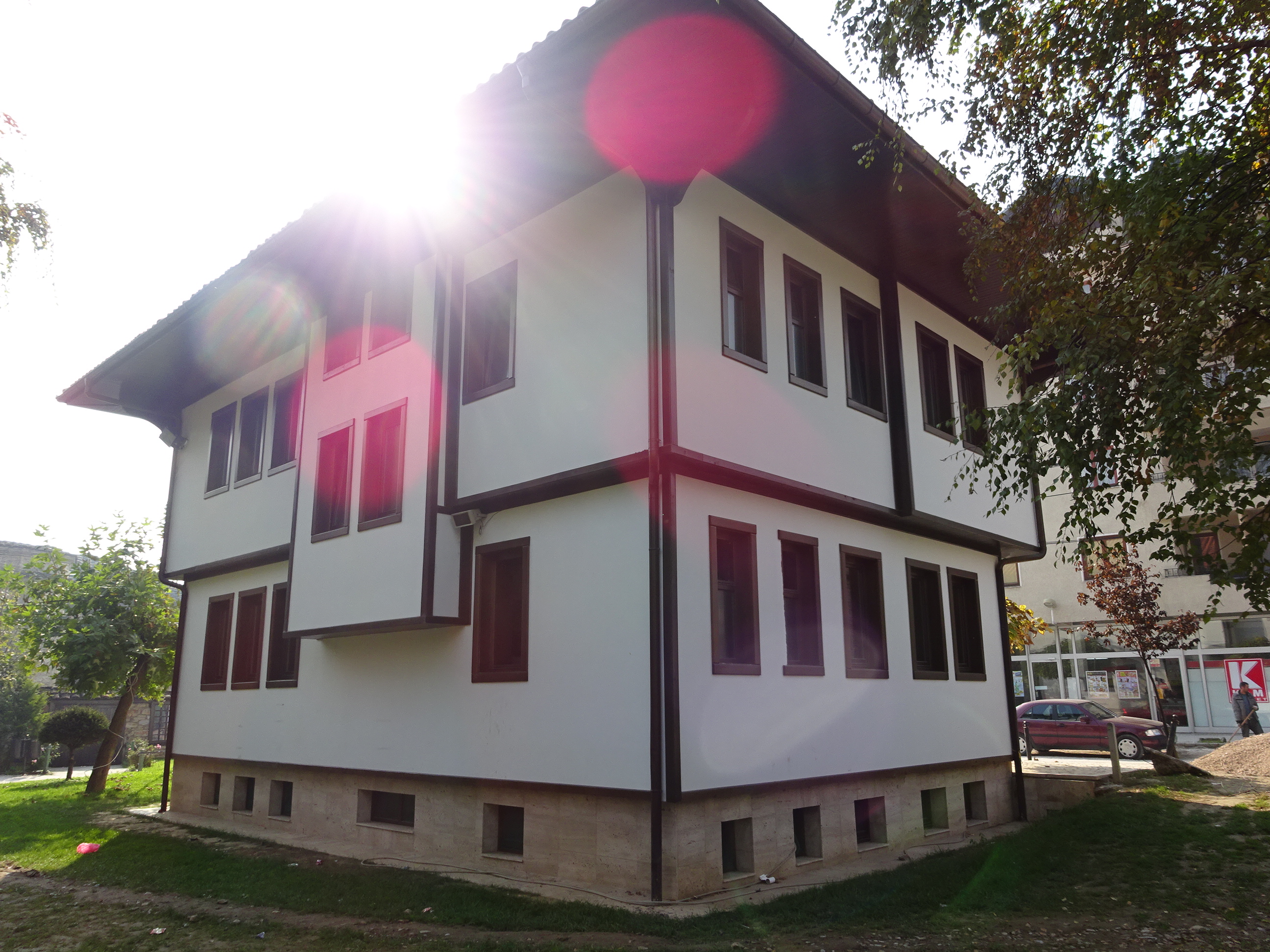
伊斯蘭學校
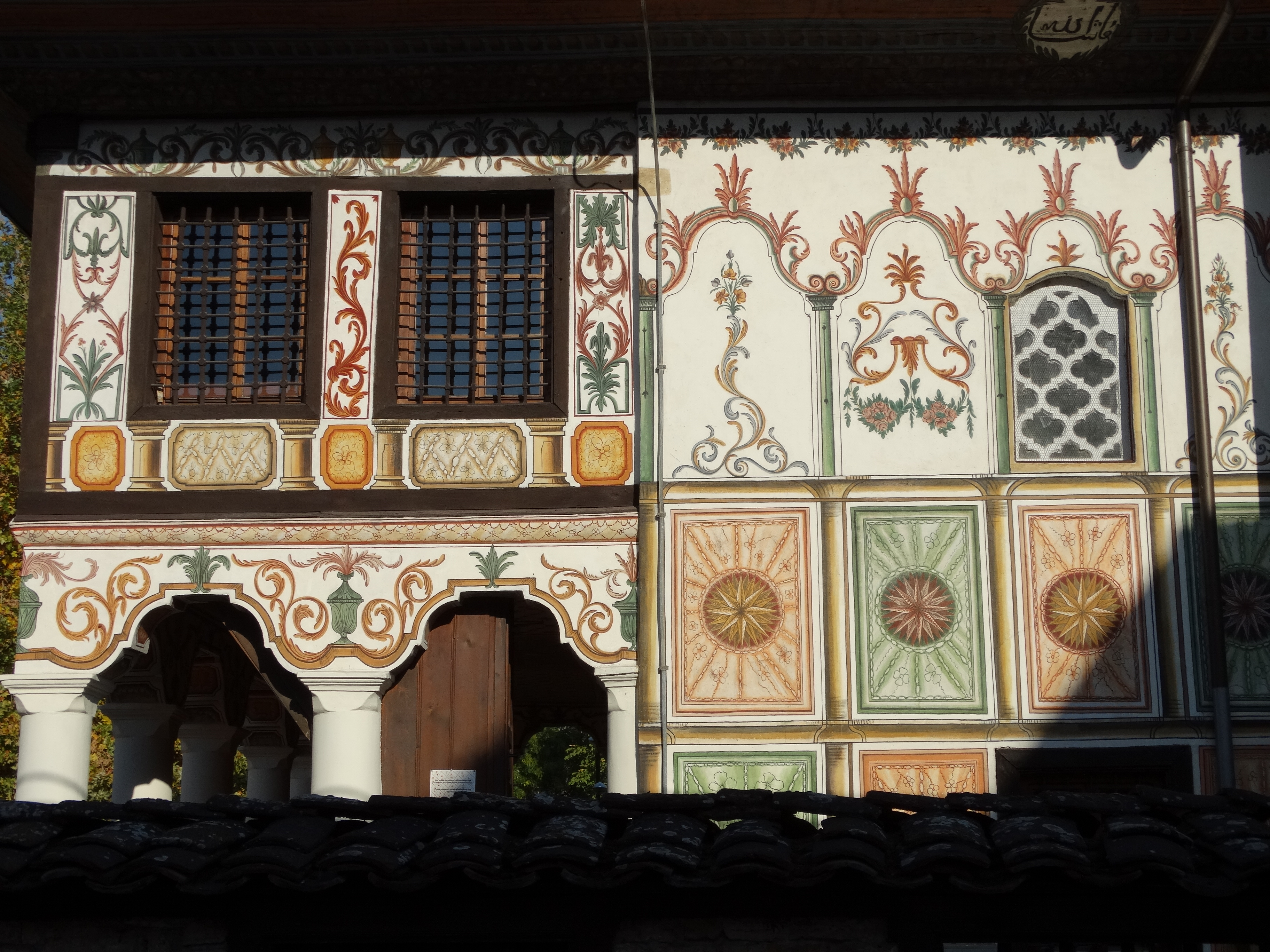
外饰
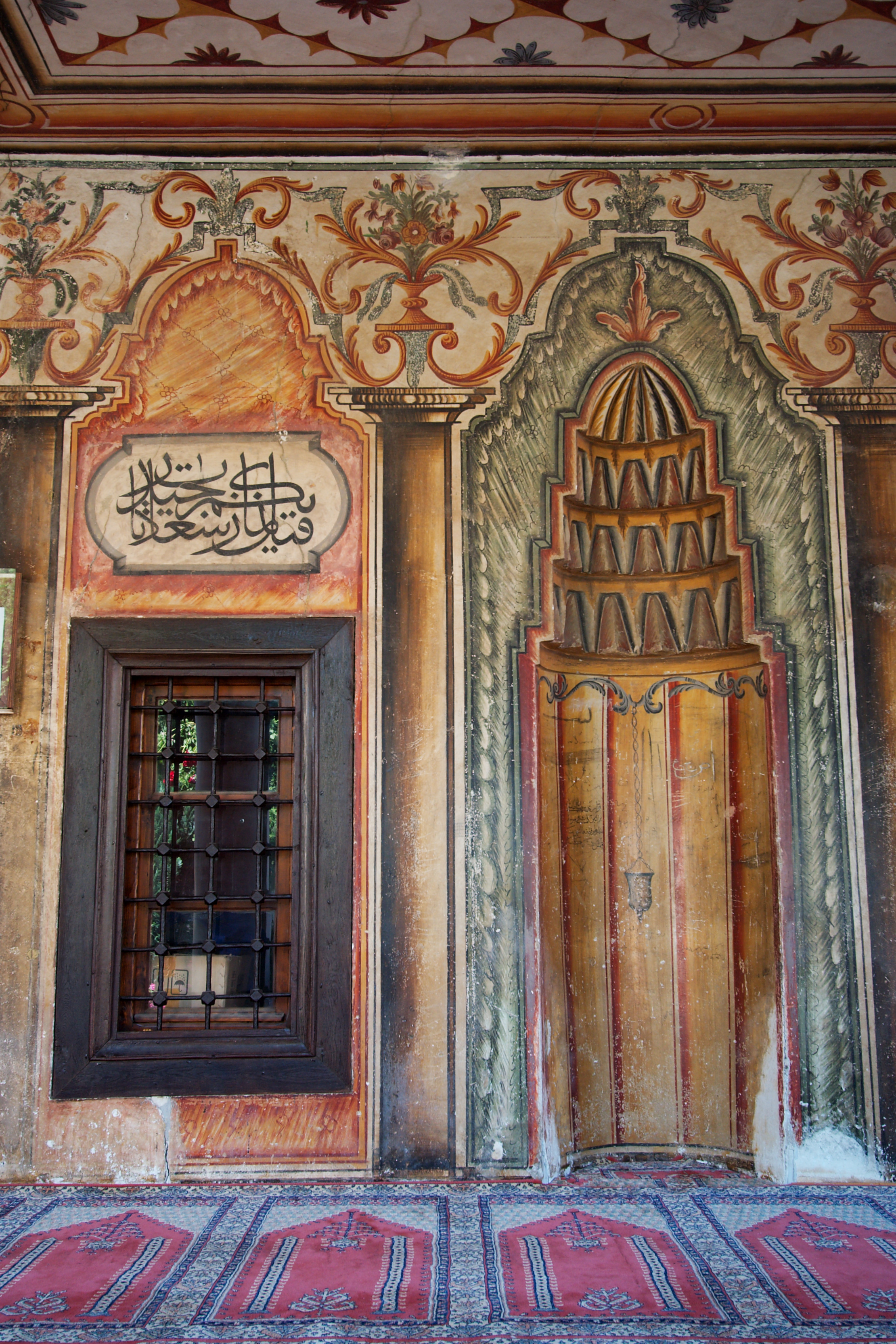
壁龛